# Televic
Televic — бельгийская телекоммуникационная компания, основанная в 1946 г.
В настоящее время компания является одним из крупнейших в Европе производителей проводных и беспроводных конференц-систем, систем оповещения для медицинских учреждений, электронных информационных систем для транспорта, а также систем интерактивного обучения.
Конференц-системы Televic используются в штаб-квартире Бельгийского парламента, в Европейском Парламенте (Франция), в Европейском инвестиционном банке (Люксембург), в правительстве Великобритании и т.п.
Центральный офис компании Televic находится в Бельгии. Представительства: во Франции, Англии и Болгарии.

## История
Компания, основанная в 1946 г. господином Van Hulle изначально называлась «Televic Electronics» и занималась производством радиоприемников. Однако в скором времени этот рынок оккупировали гиганты рынка потребительской электроники и Televic сконцентрировалась на профессиональном оборудовании.

## В России
Из всей номенклатуры производимого Televic оборудования в Россию в настоящее время поставляются только решения для проведения конференций.

### Беспроводная конференц-система Confidea

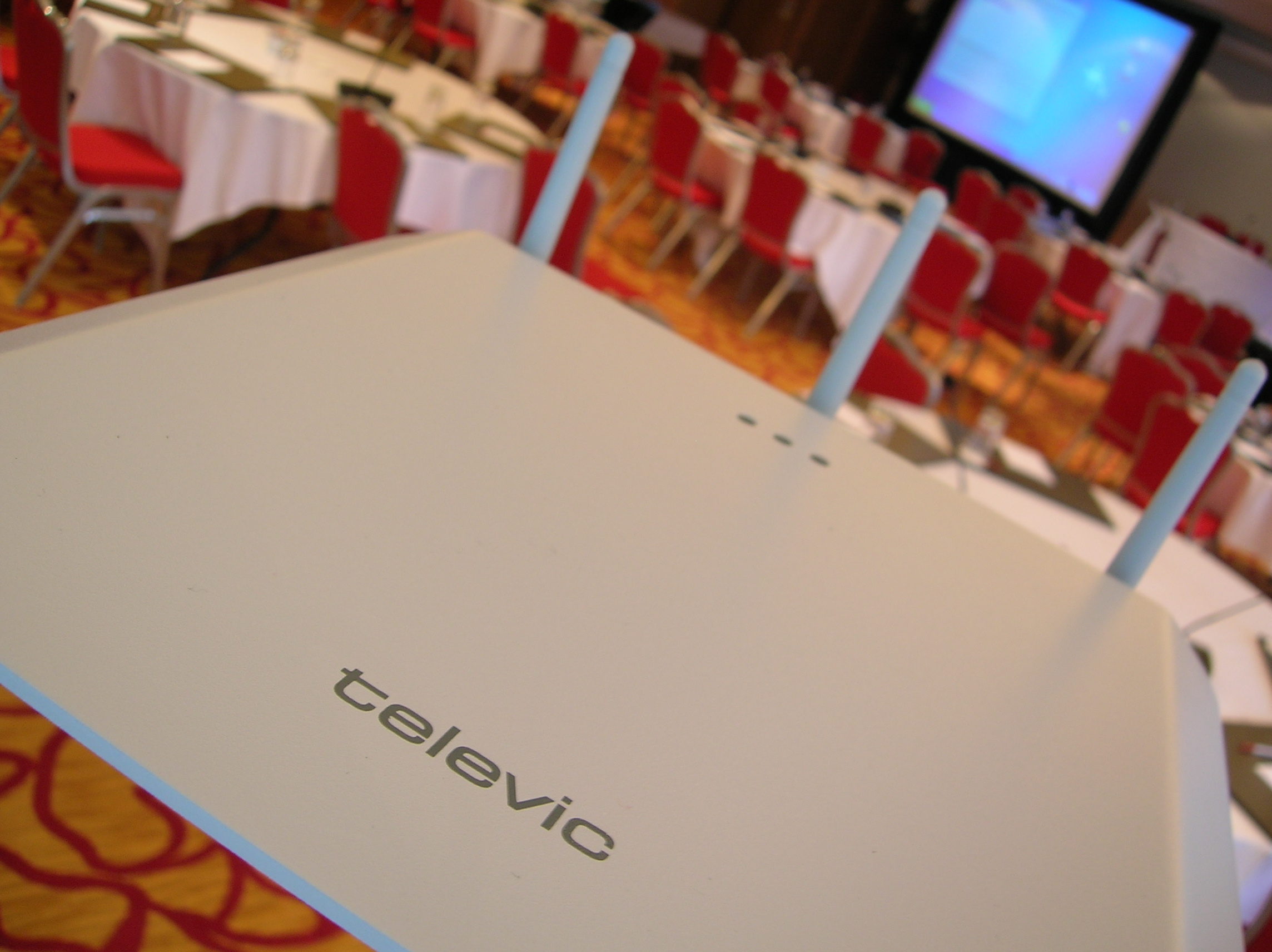
Беспроводная точка доступа конференц-системы Televic Confidea

Confidea — беспроводная система конференц-связи Televic, обеспечивающая высочайшую, в своем классе, надежность работы.
В отличие от других беспроводных конференц-систем, поддерживающих только одну частоту работы (обычно 2,4 ГГц), Confidea поддерживает несколько частотных диапазонов: 2.4, 5.1-5.6 и 5.7-5.8 ГГц. Перед началом конференции, оператор производит мониторинг радиоэфира и настраивает Confidea на ту частоту, которая обеспечивает самую надежную связь. Если во время проведения мероприятия неожиданно появляется новый источник радиопомех, оператор может моментально перестроить систему на работу в другом частотном диапазоне.
Основные элементы конференц-системы Confidea включают:
- беспроводную точка доступа (дальность действия до 30 м, поддерживает до 100 дискуссионных пультов)
- беспроводные дискуссионные пульты для делегатов и председателя
- центральный блок (необязателен), используется для реализации дополнительных возможностей (проведение голосований, синхронный перевод)

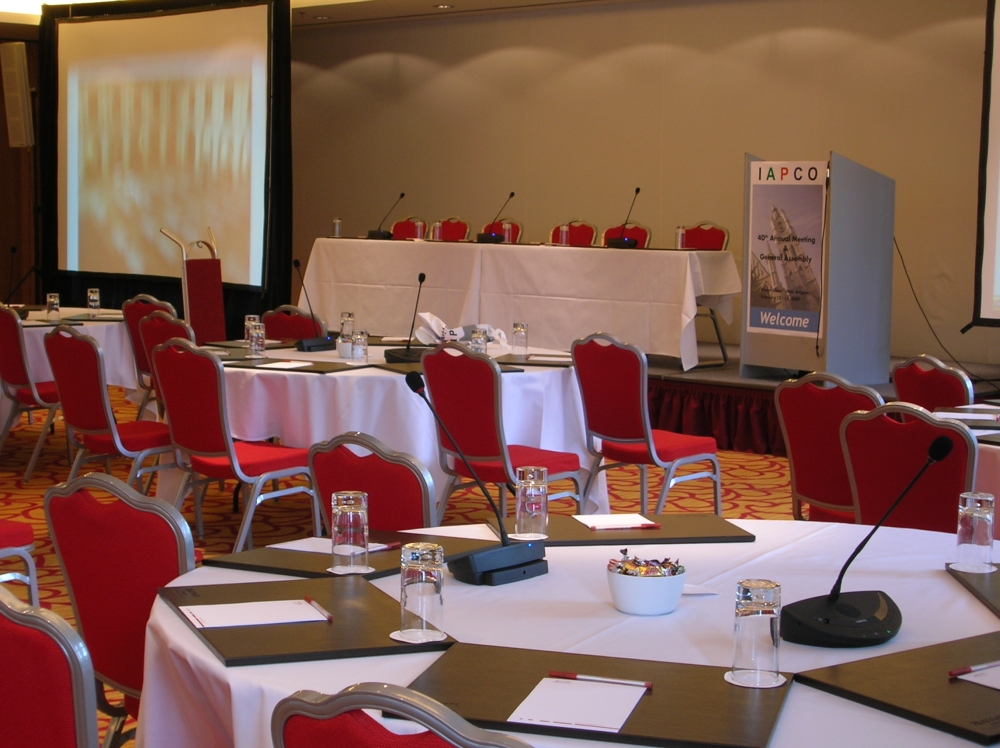
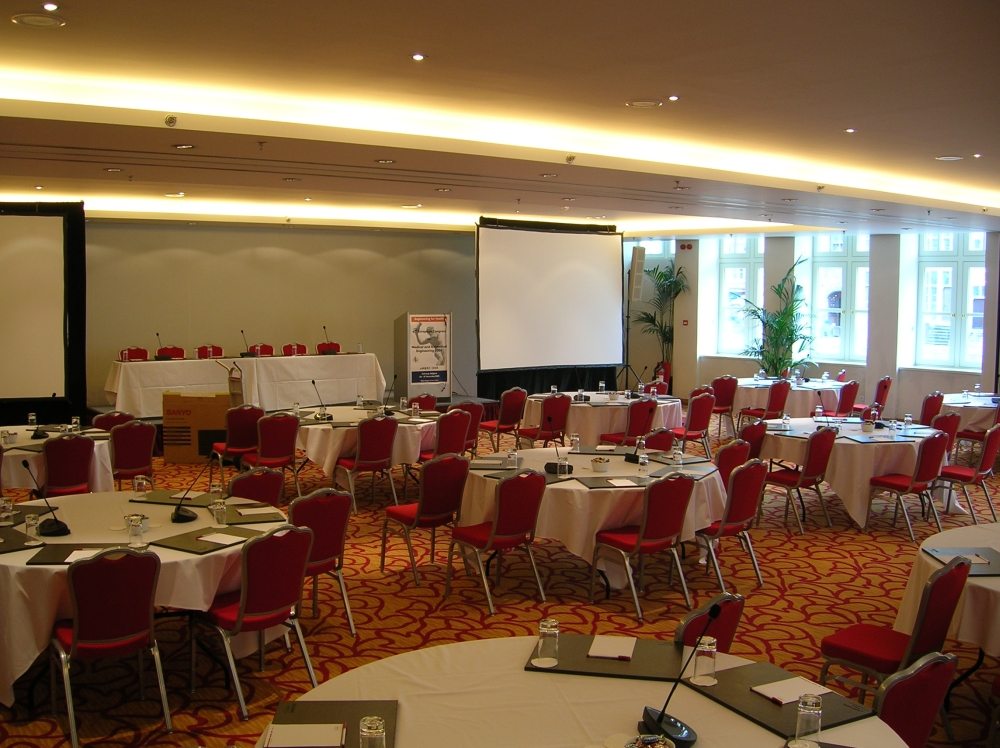
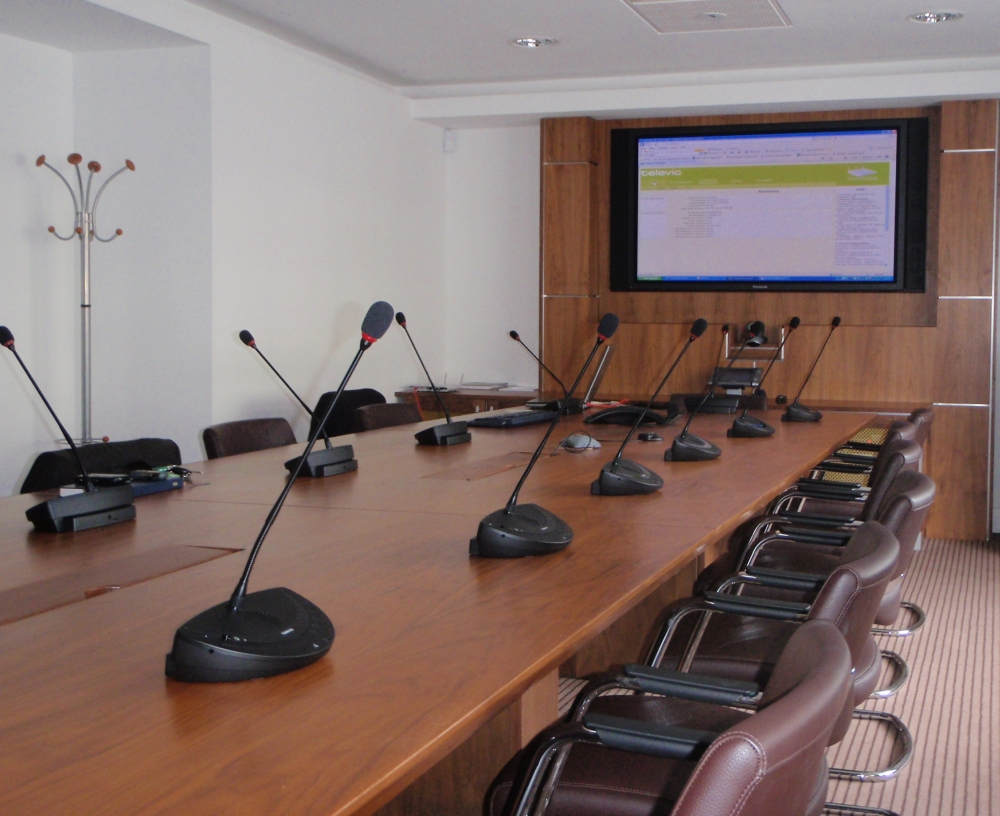
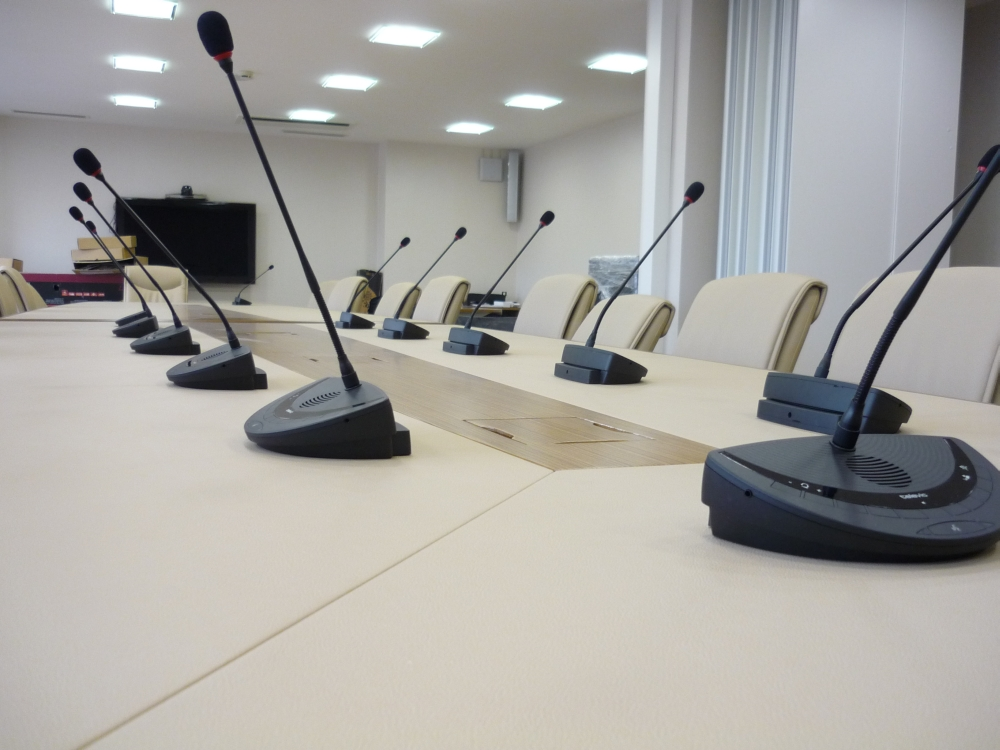

### Проводные конференц-системы TCS2500/5500

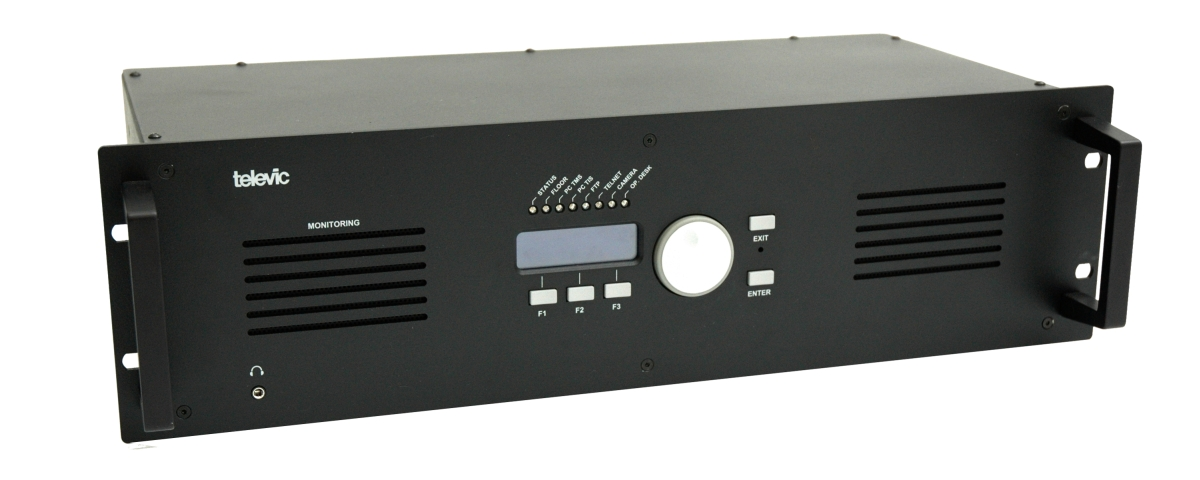
Центральный блок конференц-системы Televic TCS5500

Проводные цифровые конференц-системы Televic предназначены для оснащения конференц-залов, конгресс-холов и залов заседаний европейского уровня.
Важнейшими качествами систем TCS2500/5500 является их широкая функциональность и быстрая расширяемость за счет интеграции с беспроводной системой Televic Confidea.

### Беспроводная система многоканального распределения синхроперевода Aladdin

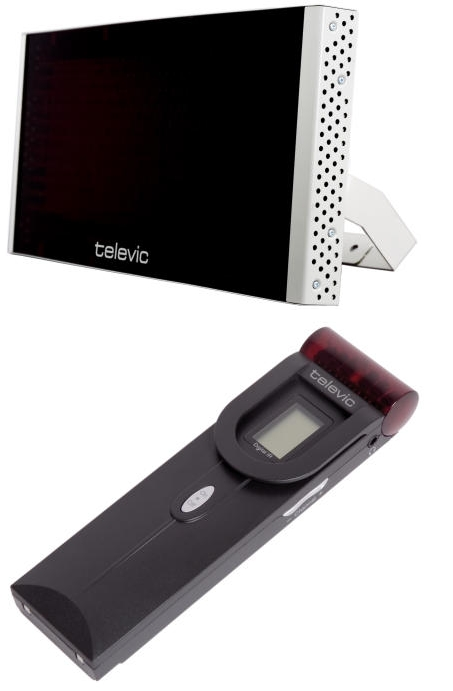
ИК система распределения синхроперевода Televic Aladdin

Беспроводная система многоканального распределения синхроперевода Alladin предназначена для применения в крупных конференц-залах или конгресс-холлах, где проводятся выступления на нескольких языках.
Персональные пульты Alladin позволят участникам мероприятий прослушивать выступления на одном из восьми доступных языков синхронного перевода.
Беспроводная система обеспечивает передачу речи инфракрасном ИК диапазоне в цифровом виде, что гарантирует высокое качества звука и обеспечивает помехоустойчивость к любым внешним источникам света.

### Televic Plixus
В середине 2015 года компания Televic сделала значительный шаг в развитии своих конференц-технологий, объединив ряд конференц-систем в единую – Plixus.
В Plixus по одной витой паре CAT5e передаются 64 канала некомпрессированного аудио, до 6 HD видеопотоков, все данные, а также выделен отдельный «тоннель» для интернета. В зависимости от загрузки системы этот тоннель будет иметь различную полосу пропускания, что гарантирует безотказную работу ключевых компонентов системы.
Мультимедиа-пульты серии Unicos, которые были официально представлены в конце 2013 года, были первой моделью Televic, работающей с Plixus.